# Росівка
Росі́вка — село в Україні, у Житомирському районі Житомирської області. Населення становить 124 особи.

## Історія
Заснування села Росівка належить до середини XVII століття. Згідно з легендою жителі навколишніх сіл тікали від панів, вирубуючи ділянки лісу, що тяглися суцільною смугою на обох берегах річки Тростяниці. На місцях, де вони селилися було волого і росяно, від чого і пішла назва Росівка.
В 1850 році в селі Селець було побудовано церкву в ім'я Покрови Пресвятої Богородиці і до цього приходу було приписано село Росівка.
В 1913 році в селі Росівка було відкрите початкове сільське училище, де два вчителі навчало 70 учнів, в тому числі 50 хлопчиків і 20 дівчаток.
В 1931 році в селі створено сільськогосподарську артіль.
В період Другої світової війни 52 чоловіки загинуло на фронті. На їх честь вдячні нащадки поставили в центрі села обеліск, де викарбувані їх імена.
В селі Росівка є школа, ще в тому приміщенні, яке було побудоване в 1913 році, клуб, магазин.

## Відомі уродженці
- Артеменко Максим Андрійович (2001—2022) — солдат Збройних сил України, учасник російсько-української війни, що загинув у ході російського вторгнення в Україну в 2022 році.